# Crassacantha
Crassacantha is een geslacht van kevers uit de familie van de loopkevers (Carabidae). De wetenschappelijke naam van het geslacht is voor het eerst geldig gepubliceerd in 1995 door Baehr.

## Soorten
Het geslacht Crassacantha is monotypisch en omvat slechts de volgende soort:
- Crassacantha bidens Baehr, 1995